# Robyn Eckersley
Robyn Eckersley, född 1958, är en professor i statsvetenskap vid University of Melbourne, Australien. Hennes forskning fokuserar på miljöpolitik och den gröna välfärdsstaten. Hon arbetade tidigare, fram till 2001, som advokat och föreläsare vid Monash University.